# Ідельбаєво
Ідельба́єво (рос. Идельбаево) — село у складі Мідногорського міського округу Оренбурзької області, Росія.

## Населення
Населення — 202 особи (2010; 271 у 2002).
Національний склад (станом на 2002 рік):
- башкири — 84 %